# Colonie d'Anseremme
De Colonie d’Anseremme is een Belgische schildersschool uit de 19de eeuw. Het is een overkoepelende benaming die gegeven wordt aan een aantal beeldende kunstenaars of aan een genre schilderkunst uit de tweede helft van de 19de en van de vroege 20ste eeuw die pittoreske hoekjes uit Anseremme  aan de samenvloeiing van de Lesse en de Maas even stroomopwaarts van Dinant en uit omgeving centraal plaatst. 

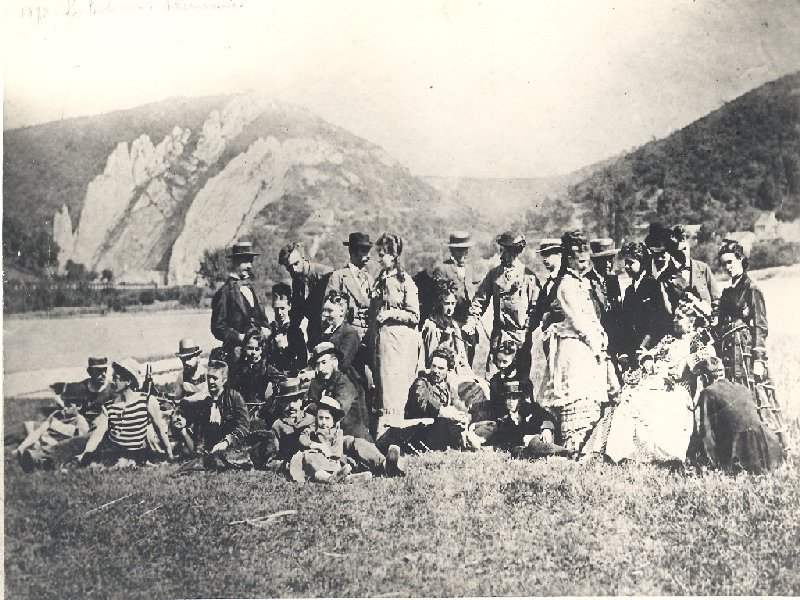
De kunstenaarskolonie van Anseremme in 1872: de liggende man in het midden op de voorgrond, met ontbloot hoofd, is Charles Hermans, omringd door kunstenaarsvrienden als Juliaan Dillens, Félicien Rops en, achter hem, Caroline Dandoy, zus van de schrijver Charles de Coster

Tussen de kunstenaars die het genre beoefenden bestond er geen gestructureerd verband via een kunstenaarsvereniging. Tot de Colonie d’Anseremme behoorden ook een aantal Belgische schrijvers.
Het epicentrum was de herberg met logies Au Repos des Artistes van Auguste Boussingault.  De muren van het eetzaaltje hingen vol schilderijtjes, schetsen en studies van de passerende kunstenaars. Ook de deuren van de herberg werden door kunstenaars beschilderd, alsook het uithangbord.
Na de aanleg van een spoorweg en de bouw van een sluis verloor de site veel van haar charme en na 1900 viel de groep stilaan uiteen.
Kunstenaars  zakten tijdens de zomermaanden in steeds wisselende samenstellingen naar Anseremme af, en zij brachten bij een volgende gelegenheid op hun beurt weer anderen mee. Kunstenaars die tot de Colonie d’Anseremme gerekend worden zijn : Louis Artan, Alphonse Asselbergs, Edouard Huberti, Théodore Baron, Henri Cassiers, Joseph Coosemans, Joseph Quinaux, Pierre Thevenet, Eugène Verdyen, Maurice Hagemans, Félicien Rops, Franz Binjé, Pericles Pantazis, Victor Fontaine, Taelemans, Adrien-Joseph Heymans, Charles Hermans, Jules Raeymaeckers, Henri Pieron e.a.
Tot de groep schrijvers die naar Anseremme afzakten behoorden Charles De Coster, Eugène Demolder, Maurice des Ombiaux, Léon Dommartin, Théo Hannon (ook schilder), Max Waller e.a.